# Oidor
Oidor è il nome spagnolo che indicava un giudice membro delle Audiencias e Chancillerías reali, in origine corti del regno di Castiglia diventate poi il più alto organo di giustizia dell'impero spagnolo. Il termine deriva dal verbo oír, "ascoltare", e fa riferimento al fatto che l'obbligo dei giudici era quello di ascoltare le parti in causa.

## Origini
La Cortes di Alcalá del 1348 chiese al re Enrico II di Castiglia di presenziare almeno una o due volte la settimana alle udienze, dato che secondo la giurisprudenza castigliana sarebbe stato obbligato ad essere sempre presente. La Cortes gli chiese anche di delegare alcuni poteri ai consiglieri, in modo che "potessero giudicare a suo nome". I documenti della Cortes di Alcalá iniziarono a fare riferimento a questi delegati come oidores, e la nuova istituzione prese il nome di audiencia.  Questa prima audiencia doveva ancora confrontarsi col diritto del re a giudicare personalmente. Nell'esaminare i casi, gli oidores si basavano su rapporti stilati dagli avvocati di corte noti come relatores.

## America spagnola e Filippine
Quando la corona di Castiglia vide espandersi rapidamente il proprio territorio in mezzo mondo durante la colonizzazione spagnola delle Americhe e delle Filippine, fu obbligata a concedere più poteri agli oidores che in madre patria erano speso sottoposti ad altri funzionari. Pe questo gli oidores delle audiencias oltre oceano non fungevano solo da giudici, ma anche da magistrati che controllavano la vendita delle indulgenze della Santa Crociata (juez de la Santa Cruzada), ipoteche e affitti (juez de censos) e separazioni (oidor juez de casados). Nelle audiencias in cui i giudici penali (alcaldes del crimen) formavano un gruppo a parte, come a Città del Messico ed a Lima, era facile per una persona servire sia come oidor che come alcalde del crimen. Inoltre, dopo la morte o l'inabilità di un governatore o viceré, l'oidor più anziano (oidor decano) o l'intera audiencia potevano prenderne il posto, a seconda delle leggi locali.

## Controversie matrimoniali
Gli oidor de casados erano un particolare tipo di giudice che iniziò a gestire le separazioni di fatto di molte coppie sposate durante la colonizzazione del Nuovo Mondo, ed il fatto che molti uomini sposati abbandonavano le mogli dopo aver lasciato la Spagna. Per gestire la cosa, la corona fu obbligata a creare questo ufficio per obbligare, tramite coercizione legale, alla riconziliazione della coppia. Un esempio pratico di applicazione fu quello che vide come protagonista Pedro de Valdivia. L'Audiencia di Lima, guidata dal presidente (e viceré di fatto) Pedro de la Gasca, obbligò Valdivia a ripudiare l'amante, Inés de Suárez, portando in Cile la moglie legale, Marina Ortíz de Gaete. Col tempo i poteri degli oidor de casados iniziarono a ricoprire tutti gli aspetti della giurisprudenza matrimoniale.

## Giudici ecclesiastici
A causa dell'uso generalizzato del termine oidor, questa parola fu applicata anche ai chierici che fungevano da giudici delle corti ecclesiastiche, nonostante non avessero nulla a che fare con le audiencias.